# Колиньская, Кристина
Кристина Колиньская (пол. Krystyna Kolińska, полное имя Кристина Анна Колиньская-Сохачевская, пол. Krystyna Anna Kolińska-Sochaczewska; 23 декабря 1923, Ченстохова — 29 октября 2016, Варшава) — польская писательница, эссеист и редактор журналов.

## Биография
Окончила Познанский университет имени Адама Мицкевича по курсу польской филологии. Дебютировала в 1948 году на страницах еженедельника «Женщина» (Варшава) как прозаик. С 1951 года жила в Варшаве. В 1951-53 годах работала в Министерстве культуры и искусств. В 1953-58 годах была редактором в Народном издательском кооперативе, в 1958-63 годах — редактором в издательстве «Спорт и Туризм», а в 1966-69 годах — редактором еженедельника «Мир». В период с 1969 по 1984 год была редактором еженедельника «Столица».
Умерла 29 октября 2016 года, похоронена в колумбарии на кладбище Старые Повонзки в Варшаве.

## Произведения
- Tajemnice na sprzedaż 1968
- Damy czarne i białe 1972
- Sienkiewicz i piękna Wielkopolanka 1973
- Tajemnice i damy 1975
- Urzeczeni 1976
- Stachu, jego kobiety, jego dzieci 1978
- Zamek na lewych papierach 1979
- Szczęście w Szczęściu 1980
- Listy do niekochanych 1983
- Emil i Maryla 1984
- Zabić ciemność
- Szatańska księżniczka: Opowieść o Izabeli Czajce-Stachowicz 1992
- Córka smutnego szatana, biografia Stanisławy Przybyszewskiej 1993
- Miłosne czary i czarty
- Orzeszkowa. Złote ptaki i terroryści 1997
- Zegadłowicz. Podwójny żywot Srebrempisanego 1999
- Parnas w Oborach 2000
- Miłość, namiętność, zbrodnia 2000
- Słynne procesy 2008
- Szaniawski. Zawsze tajemniczy 2009
- Preteksty do wspomnień 2014
- Ziemskie anioły. Opowieść o miłości George Sand i Fryderyka Chopina 2015[1]

## Награды
- Офицерский Крест Ордена Возрождения Польши (2002)[2]
- Серебряная медаль «За заслуги в культуре Gloria Artis»[3]
- Награда имени Циприана Камиля Норвида (2010)